# Kastell Segontium

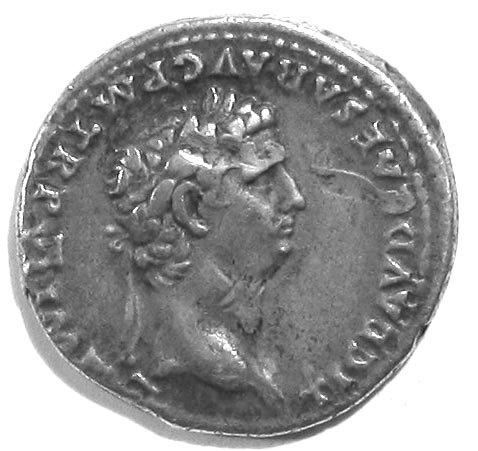
Silber-Denar des Claudius

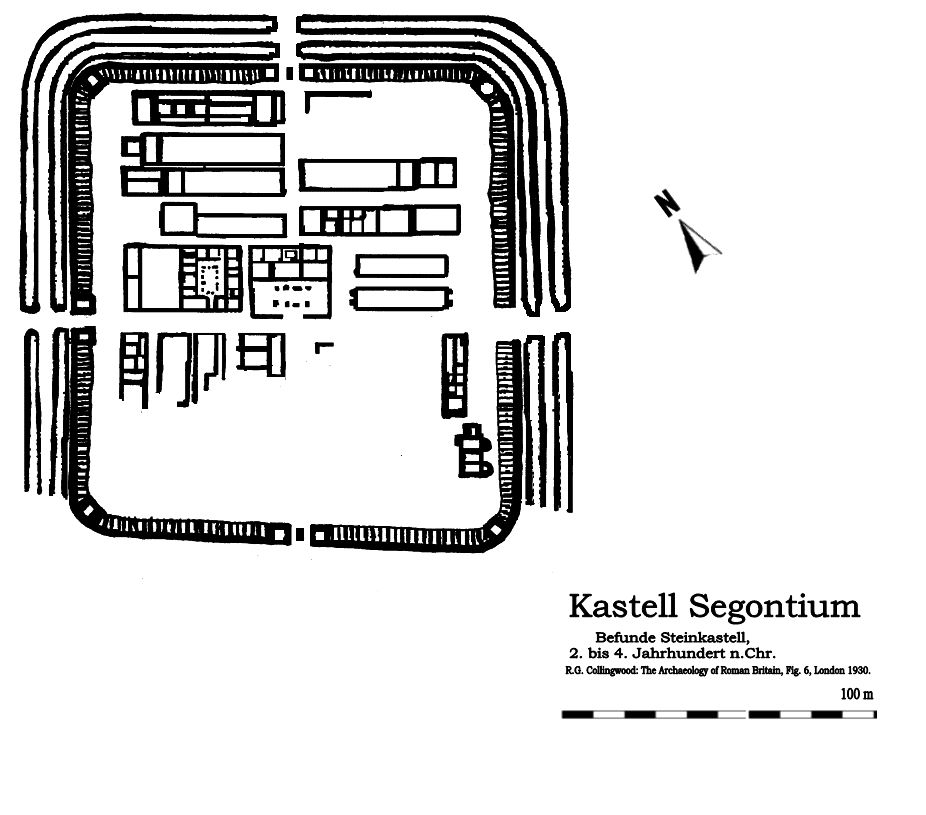
Befunde des Steinkastells nach Collingwood 1930
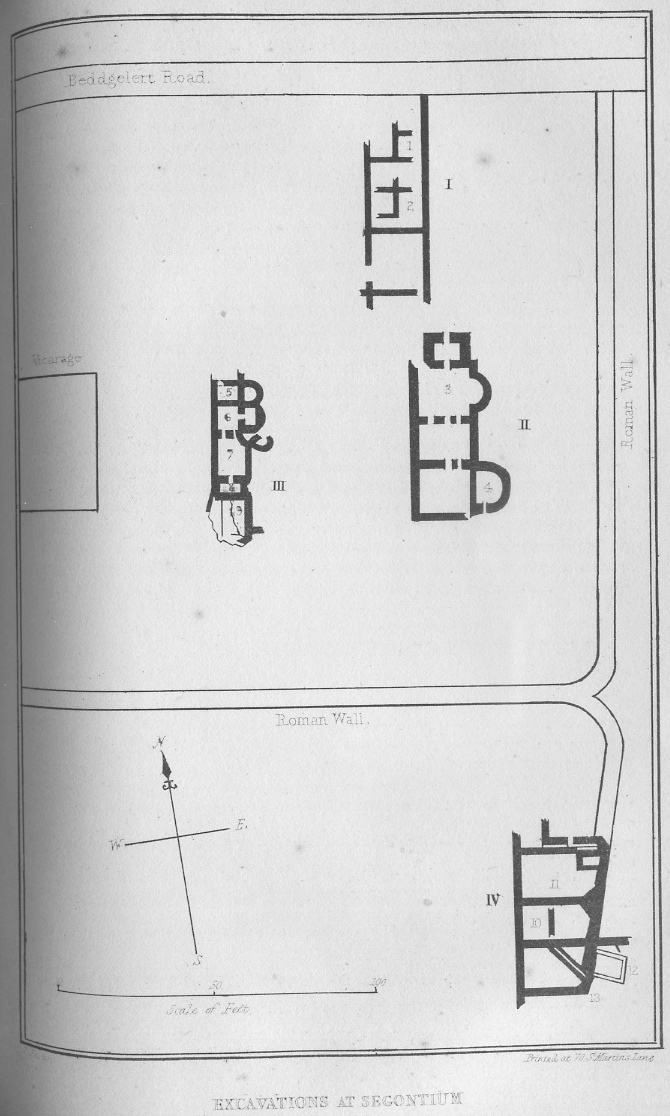
Befundskizzen der Ausgrabung von 1846
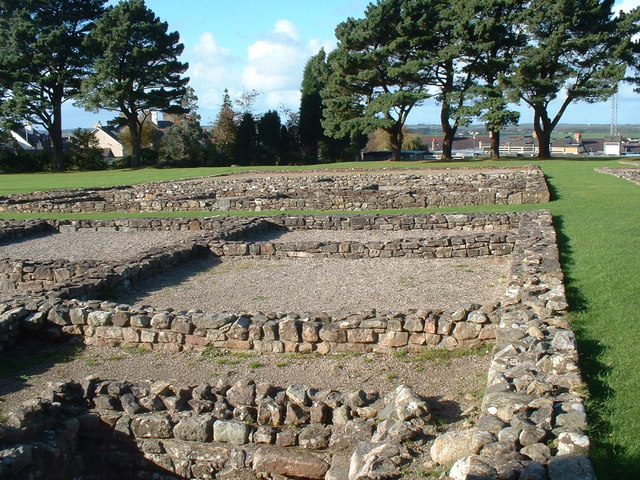
Konservierte Fundamente der Principia
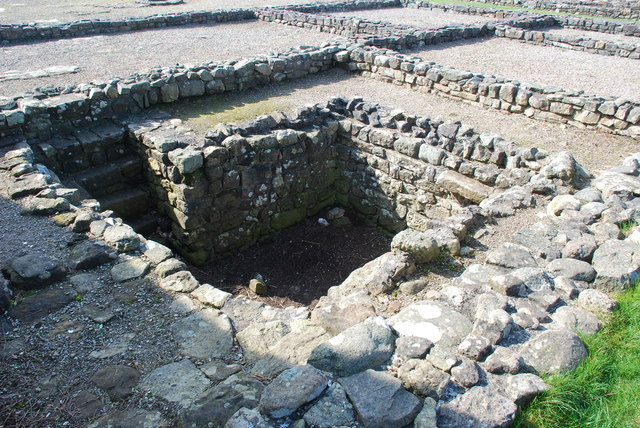
Kellerraum zur Aufbewahrung der Truppenkasse unter dem Fahnenheiligtum
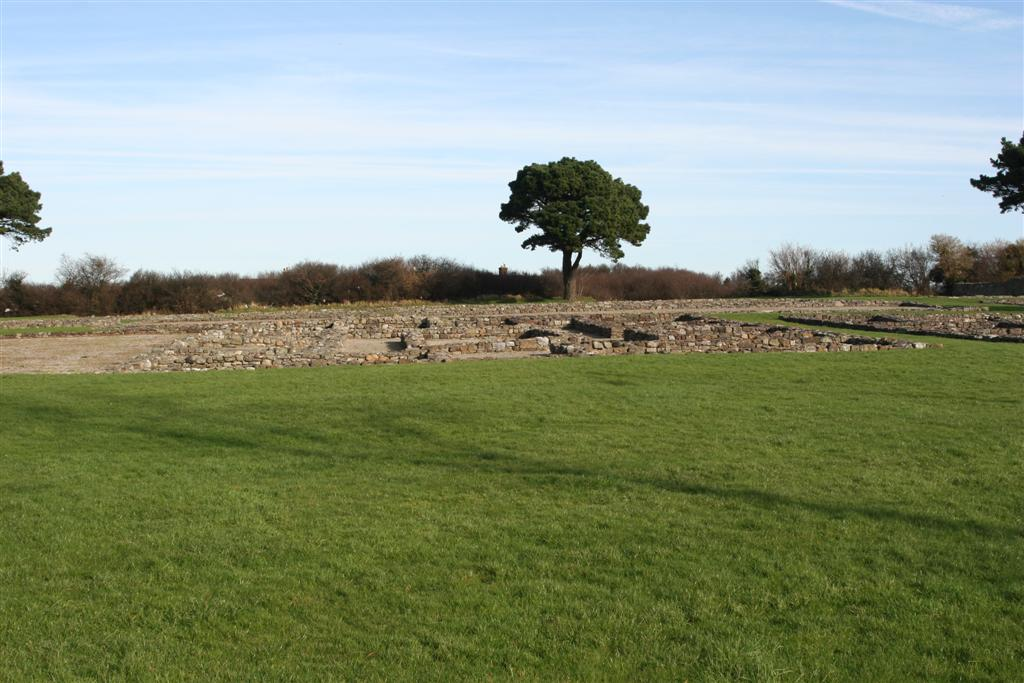
Reste der Mannschaftskasernen
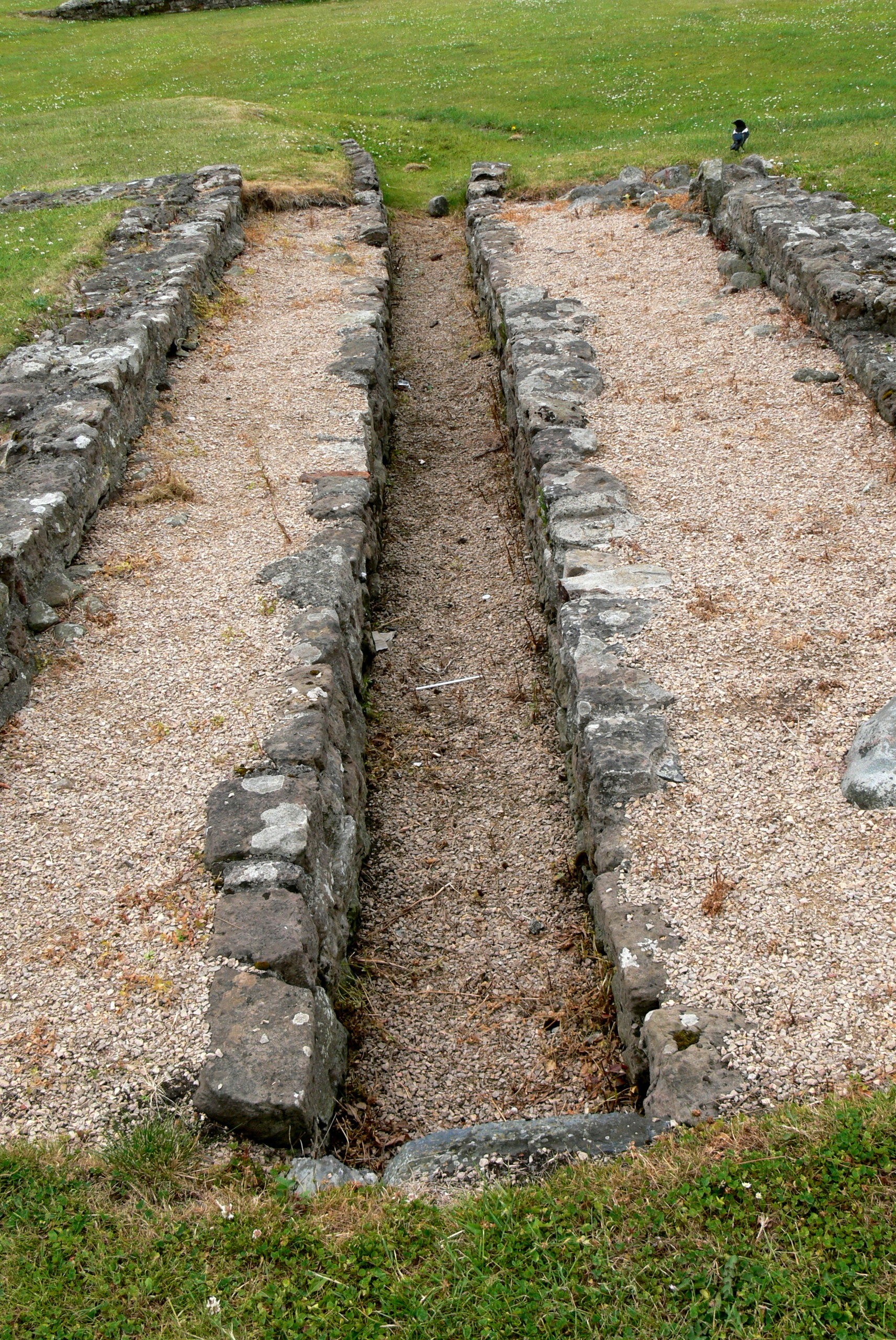
Abwasserkanal
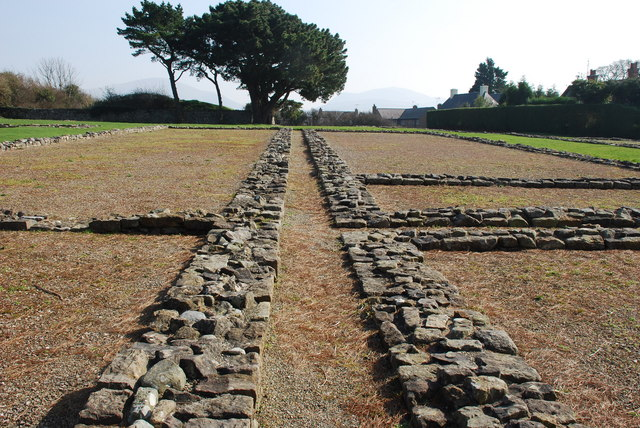
Reste der Mannschaftskasernen
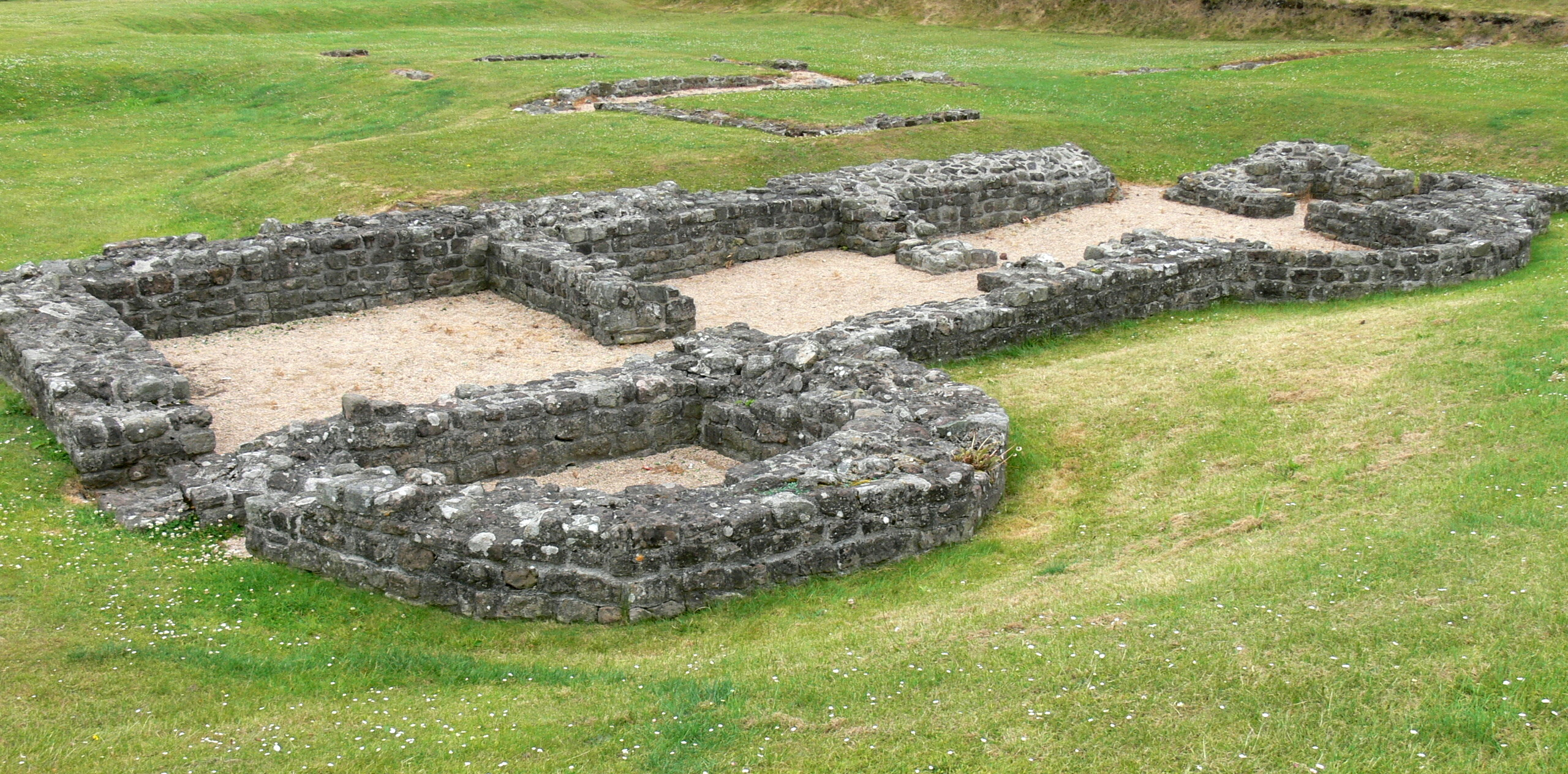
Fundamente des Lagerbades
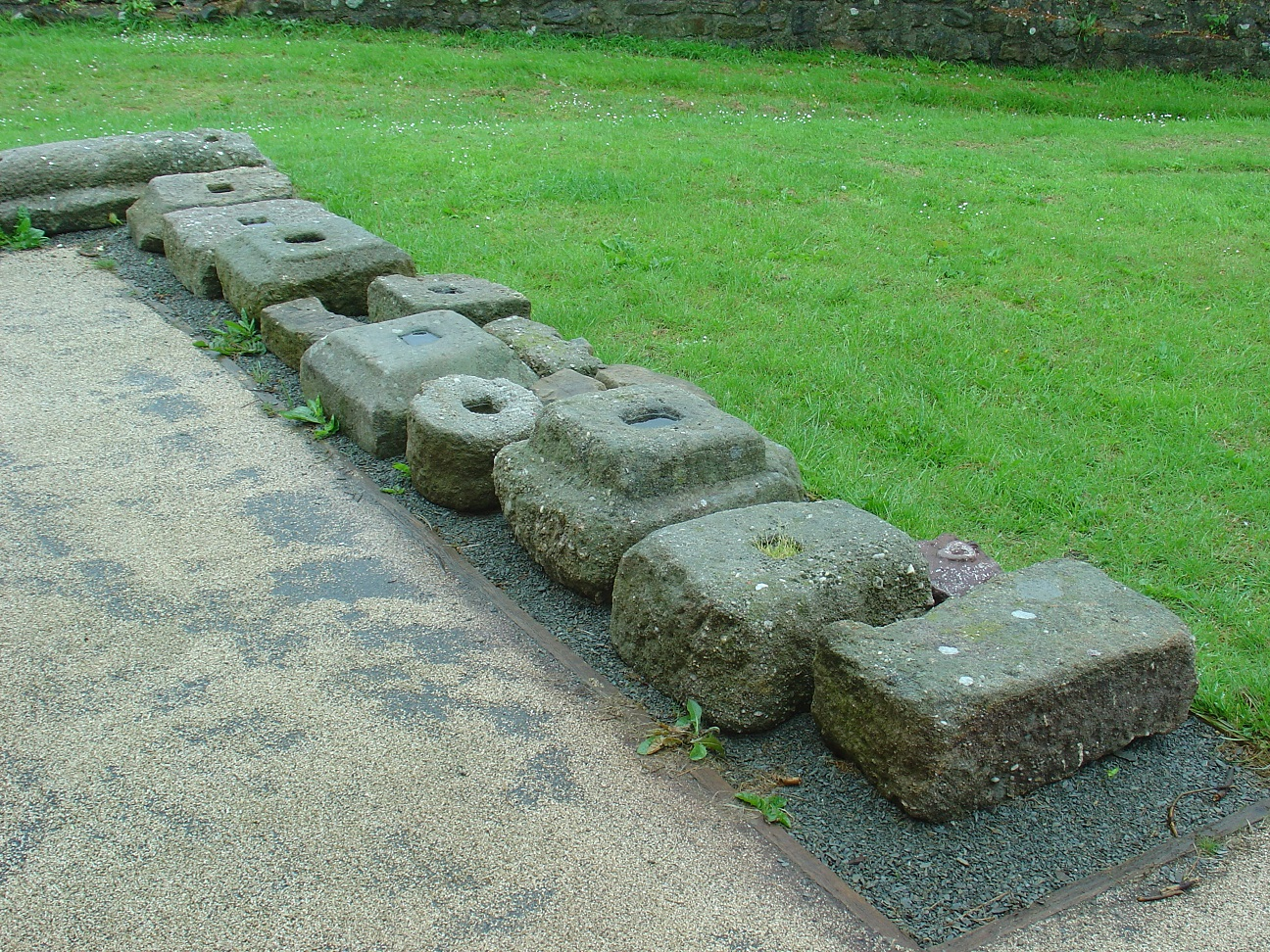
Pfostenfundamente
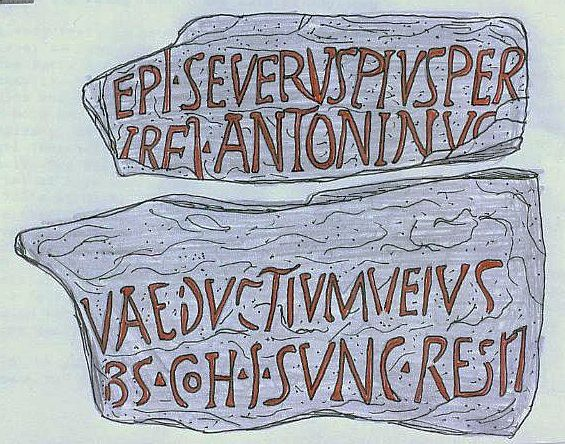
Bauinschrift des Aquäduktes
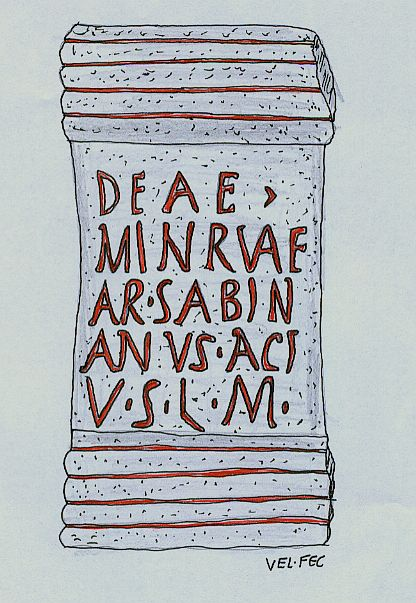
Weihealtar des Aurelius Sabinus
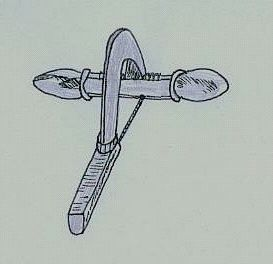
Skizze der in der Nähe des Kastells aufgefundenen Zwiebelknopffibel aus dem späten 4. Jahrhundert n. Chr. Im Museum wird nur eine Replik ausgestellt, das Original befindet sich im Besitz des Gwynedd County Council
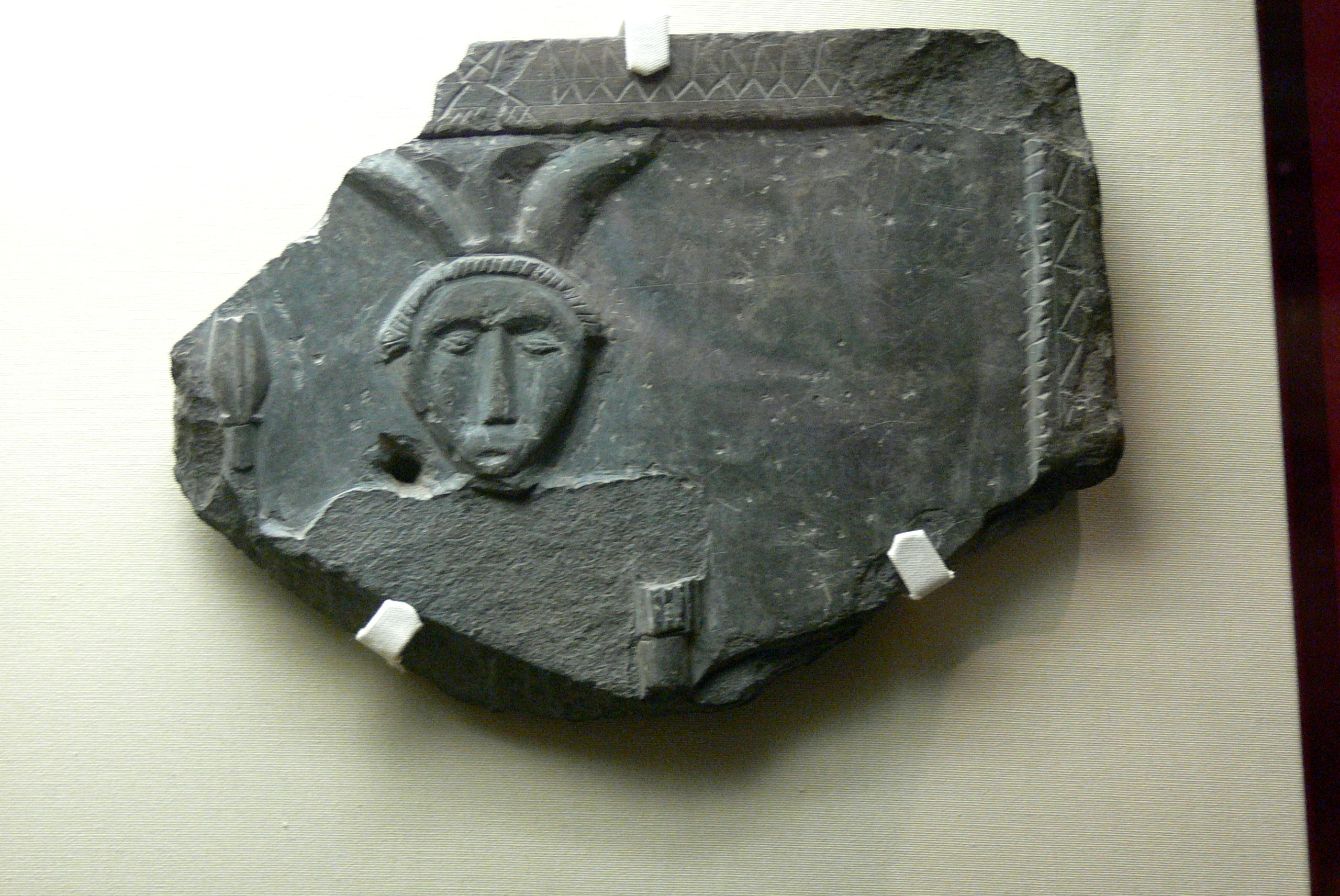
Steinrelief aus Segontium, möglicherweise eine Darstellung des römischen Kriegsgottes Mars
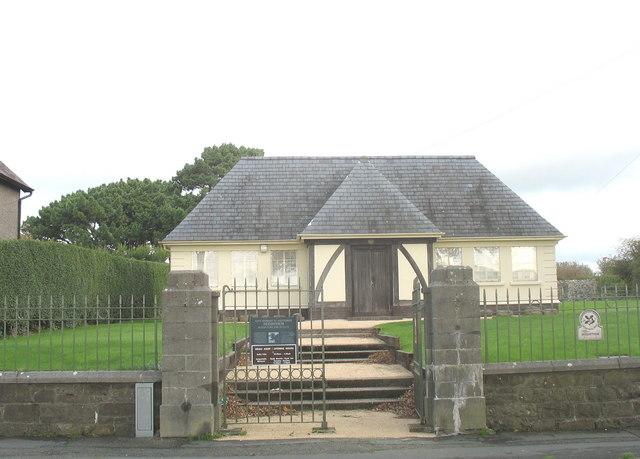
Museumsgebäude
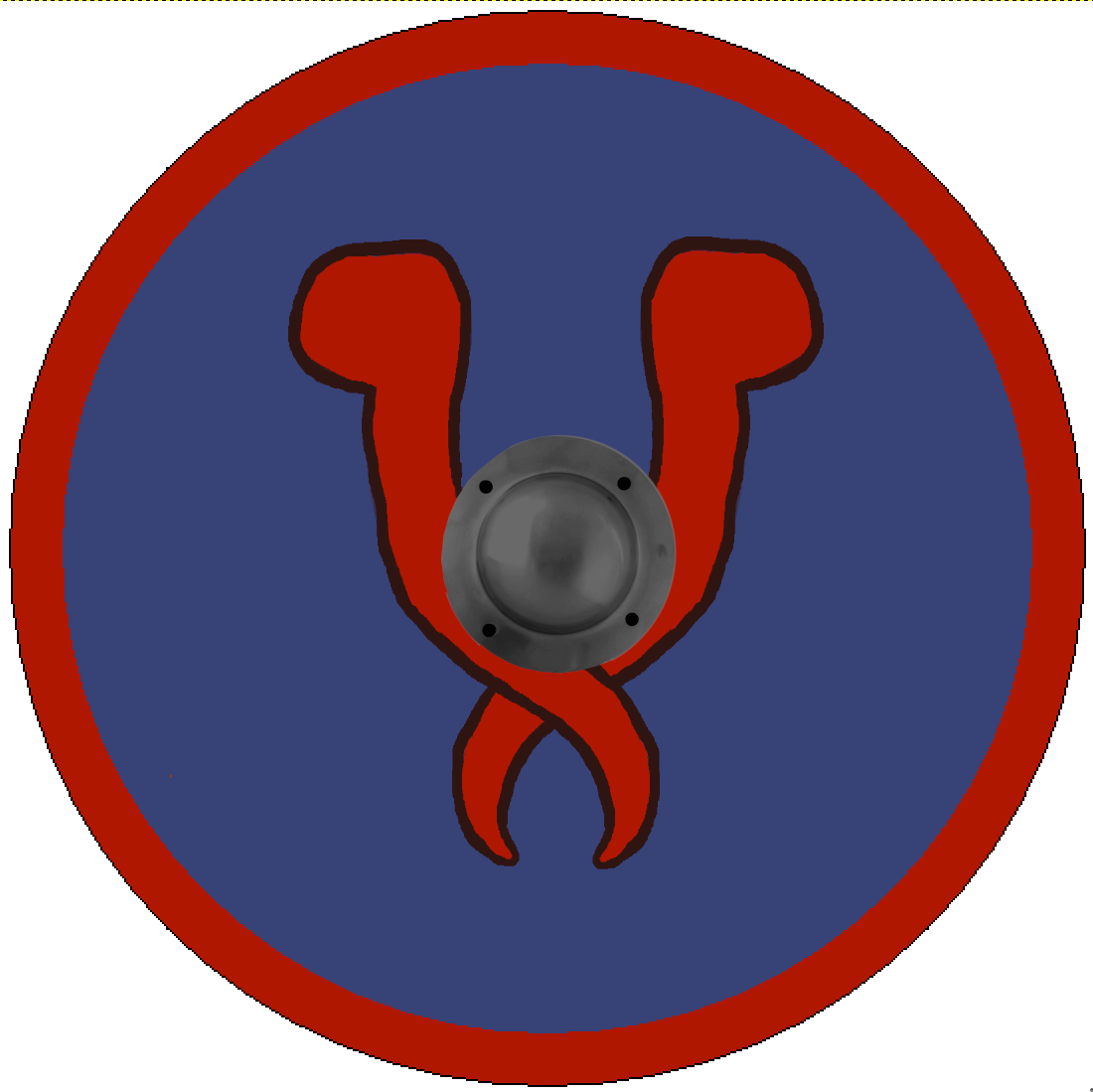
Schildzeichen der Seguntienses (Notitia Dignitatum Occ.)

Segontium war ein römisches Militärlager beim heutigen Caernarfon in Gwynedd, Nordwales. Es war Bestandteil der Festungskette zur Sicherung der Westküste Britanniens und ist heute eine der bekanntesten antiken Ausgrabungsstätten in Großbritannien. Die Festung sicherte eine Kreuzung der Menai Street, an der sich die wichtigsten an der nördlichen und westlichen Küste verlaufenden römischen Straßen trafen und die walisische Westküste. Sie überwachte auch den Übergang zur fruchtbaren und an Bodenschätzen reichen Insel Anglesey. Das Kastell war einer der am längsten besetzten römischen Garnisonsstandorte in Britannien. Zusammen mit dem Auxiliarlager wird in diesem Artikel auch das spätantike Kleinkastell von Hen Waliau behandelt.

## Name
Der Name Segontium leitet sich möglicherweise vom Fluss Seiont, von „sego“- , d. h. der Wilde, Ungestüme, oder von den Segontiaci (der Ort oder die Heimat der Segontii) ab, einem indigenen Stamm, der 54 v. Chr. von Gaius Iulius Caesar – allerdings im Südosten von Britannien ansässig – erwähnt wird. Der Platz scheint im Itinerarium Antonini des 2. Jahrhunderts als Segontio auf. Laut diesem war es 24 römische Meilen von der nächsten größeren Siedlung Canovium entfernt, dem Ausgangspunkt des Abschnitts Iter XI, der Route zum Legionslager Deva (Chester). Der Ort taucht in weiterer Folge als Seguntio beim Geograph von Ravenna aus dem 7. Jahrhundert auf. An das einstige römische Lager erinnert auch der Name der heutigen Stadt. „Caer“ ist im Walisischen die Bezeichnung für einen befestigten Ort. Caernarfon setzt sich aus Caer yn ar-Fon zusammen, das in etwa mit „Die Festung gegenüber (der Insel) Mon“ oder auch „die Festung an der Flussmündung“ übersetzt werden kann.

## Lage und Funktion
Der Standort des Kastells befindet sich im Osten des heutigen Caernarfon, auf einem etwas erhöhten Plateau am rechten Ufer des Seiont, von wo aus seine Besatzung einen guten Überblick auf das Umland, die Küste und die Flussmündung hatte. Das Kastellplateau ist heute komplett von Wohnvierteln umgeben und wird im Südosten durch eine Hauptverkehrsstraße, die Beddgelert-Road, durchschnitten. Es war einer der am weitesten im Westen gelegenen Militärstützpunkte des Römischen Reiches und durch eine feste Straße direkt mit dem Legionslager in Chester/Deva Victrix verbunden.
Segontium beherrschte den Zugang zu der für den Kupferabbau wichtigen Insel Anglesey, cymrisch Môn, weiters diente es als Verwaltungszentrum für den Nordwesten von Wales. Das Gebiet um Caernarfon und Anglesey war das Siedlungszentrum der Ordovices und zwei kleinerer Clans, der Gangani und Segontiaci. Es entspricht damit in etwa den heutigen Counties von Gwynedd und Anglesey. Möglicherweise wurden auch die benachbarten Deceangi (in Clwyd) von hier aus verwaltet oder aber die Legion in Deva (Chester, Cheshire) war für sie zuständig. Segontiums Besatzung kontrollierte den Erztransport aus den Minen auf Anglesey sowie die Menaistraße und sollte die Küste vor Einfällen irischer Seeräuber und Plünderer schützen.

## Forschungsgeschichte
Erste Untersuchungen fanden von 1845 bis 1846 statt. Die ersten wissenschaftlichen Ausgrabungen wurden von Mortimer Wheeler, Direktor des National Museum of Wales, zwischen den Jahren 1921 und 1923 vorgenommen. Die meisten der heute sichtbaren und konservierten Fundamente wurden in diesen Jahren freigelegt. Während der Ausgrabungen zwischen 1975 und 1979 wurden hölzerne Mannschaftsbaracken aus der ersten Kastellperiode untersucht, die aus der Zeit des späten 1. Jahrhunderts bzw. des frühen 2. Jahrhunderts n. Chr. stammten. Bis 1977 waren ca. 1500 m² des Kastellareals untersucht. Die Grabungen dauerten bis in jüngste Zeit an. Der südwestliche Teil des Kastellareals ist noch weitgehend unerforscht. Terra Sigillata aus antoninischer sowie die Bauinschrift des Aquäduktes aus severischer Zeit lassen eine kontinuierliche Nutzung des Kastells während dieser Periode annehmen. Reparaturspuren an Gebäuden, neue Straßenbeläge und andere Sanierungsmaßnahmen von 350 bis 360 n. Chr. belegen, dass das Lager offensichtlich bis zum Ende des 4. Jahrhunderts besetzt war. Die Schlussmünze stammt aus der Regierungszeit des Gratian (367–383). Während der Ausgrabungen kam auch eine große Anzahl von Tierknochen von Ochsen, Schafen, Schweinen, Rothirschen, Wildschweinen, Hasen und Wölfen zutage; letztere wurden vermutlich zum Vergnügen und um die Herden der Bauern zu schützen, gejagt. Nordöstlich von Caernarfon wurde bei Ty Coch ein Meilenstein aus dem frühen 3. Jahrhundert geborgen, der aufgrund seiner Inschrift in die Jahre zwischen 212 und 217 n. Chr. datiert werden konnte.

## Entwicklung
Obwohl die in der Antike sehr unwirtliche Region des heutigen Wales nur wenig erschlossen war, war es doch keineswegs von der übrigen Insel isoliert; alle hier lebenden Stämme sprachen einen keltischen Dialekt und fühlten sich den Briten zugehörig. Die größten dieser Stammesverbände waren die im Südosten ansässigen Silures und die Ordovices in Zentral- und Nordwest-Wales. Sie setzten dem Vordringen der römischen Invasoren den meisten Widerstand entgegen.
Den ersten Angriff gegen die walisischen Stämme startete der Legat Publius Ostorius Scapula im Jahre 48 n. Chr. Zuerst unterwarf seine Armee die Deceangli im Nordosten, die nur geringen Widerstand leisteten. Der Kampf gegen Siluren und Ordovicen war hingegen wesentlich schwieriger und sollte über mehrere Jahre andauern. Sie wurden anfangs vom Renegaten Caratacus angeführt, der aus dem Südosten Britanniens stammte. Als die Siluren in einer Schlacht besiegt wurden, flüchtete er auf das Territorium der Ordovicen, wo er sich 51 n. Chr. erneut Scapulas Truppen stellte und wieder geschlagen wurde. Wieder konnte er entkommen und floh zu den Briganten im Norden, die ihn jedoch umgehend an die Römer auslieferten. Die Siluren hatten aber noch nicht aufgegeben und führten einen erbitterten Guerillakrieg gegen die Römer. Scapula starb noch während des Feldzuges, ohne sie endgültig unterworfen zu haben. Nach seinem Tod errangen sie sogar einen Sieg gegen die Legio II Augusta.
Unter der Statthalterschaft des Gaius Suetonius Paulinus wurden von 58 bis 61 n. Chr. zwei Feldzüge durchgeführt. Einen gegen die Siluren im Südosten, den anderen im Nordwesten gegen die Ordovicen. Hierbei marschierte Paulinus mit seiner Armee auch bis an die Küste und setzte auf die Insel Mona über, deren Druidenheiligtum – vor der darauffolgenden Zerstörung durch Paulinus’ Soldaten – ein bedeutendes religiöses Zentrum der Briten und Hort des Widerstandes gegen die Römer war. Als plötzlich ein für die römische Herrschaft sehr gefährlicher Aufstand der südöstlichen Briten unter der Führung der Icenerkönigin Boudicca ausbrach, musste Paulinus seinen Feldzug überstürzt abbrechen, um sich den Rebellen, die bereits zahlreiche römische Zivilisten getötet und Verulamium und Londinium zerstört hatten, entgegenzustellen. Die Siluren wurden erst durch mehrere, von Sextus Iulius Frontinus geführte Kampagnen im Jahre 78 endgültig besiegt. Sein Nachfolger Gnaeus Iulius Agricola unterwarf zu Beginn des Jahres 79 schließlich auch die Ordovicen und besetzte Mona erneut. Zur Konsolidierung der römischen Herrschaft ließ Agricola in den Jahren 77 oder 78 n. Chr. u. a. auch das Lager von Segontium anlegen.
Die Römer kontrollierten jetzt auch den größten Teil von Wales, errichteten zahlreiche Straßen und Kastelle, beuteten die Bodenschätze aus und führten neue Wirtschaftsmethoden ein. Das Gebiet um Segontium war nun Teil der Provinz Britannia superior, ab der Spätantike der neu eingerichteten Britannia prima, die den ganzen Westen Britanniens miteinbezog. Das Interesse der Römer an diesem Teil der Insel war ansonsten aber eher gering, da es hier nur wenig fruchtbares Ackerland zu kultivieren gab. Die meisten noch sichtbaren römischen Überreste in Wales sind deswegen auch militärischer Natur. Das raue und gebirgige Land wurde größtenteils von den Legionslagern in Deva (Chester) und Isca (Caerleon) aus beherrscht, die durch gut ausgebaute Straßen mit einem Kranz von Hilfstruppenlagern im Landesinneren und an der Küste verbunden waren. Die Römer gründeten hier nur eine größere Stadt, Venta Silurum (Caerwent), nur das Kastell Moridunum wandelte sich später ebenfalls in eine Zivilsiedlung um.
Als Militärdiktatur war der Kaiserthron des Römischen Reichs immer stark durch Usurpationen seiner Heerführer gefährdet (Reichskrise des 3. Jahrhunderts). Einige von ihnen kamen auch aus Britannien. Um genügend Truppen für ihren Marsch nach Rom aufbieten zu können, verringerten sie die britischen Garnisonen oft weit über das verantwortbare Maß hinaus. Die Kastelle im Westen waren immer die ersten, die ihre Mannschaften abgeben mussten, da man diese Region, auch aufgrund seiner geringen wirtschaftlichen Bedeutung, als vernachlässigbar ansah. Im Frühjahr 383 n. Chr. wurde der Comes Britanniarum Magnus Maximus von seinen Truppen zum Kaiser ausgerufen. Man vermutet, dass er für den endgültigen Abzug eines Großteils der römischen Truppen aus Wales verantwortlich war, 20 Jahre bevor Britannien 410 n. Chr. von den Römern sich selbst überlassen wurde. In walisischen Überlieferungen wird berichtet, dass Maximus vor seinem Abmarsch nach Gallien noch die Verteidigung der Insel organisierte. Andere Quellen schreiben dies erst dem „Warlord“ Vortigern zu. Möglicherweise wurden die beiden Akteure durch Fehlinterpretationen der Chronisten verwechselt. Maximus musste aber zwangsläufig damit begonnen und hierbei auch die größten Veränderungen vorgenommen haben. Er teilte Wales wohl in neue Militärbezirke ein, die er dann entweder einem regionalen Stammesfürsten oder Offizieren der limitanei unterstellte. Dies geschah auch im Norden Britanniens, der ebenfalls nie zur Gänze von der römischen Kultur durchdrungen worden war.
Es ist fast sicher, dass dabei auch die Truppe in Segontium im späten 3. Jahrhundert durch die Abgabe einer Vexillation an das Heer des Usurpators auf weniger als die Hälfte ihres ursprünglichen Mannschaftsstandes reduziert wurde. Die Grenze im Westen wurde nun wesentlich durchlässiger, da die wenigen hier verbliebenen Küstenwächter und Milizen sie nicht mehr auf ihrer ganzen Linie effektiv kontrollieren konnten. Vielleicht brachten sich verschlechternde Lebensbedingungen in Irland einige Clans dazu, sich auf Dauer in den westlichen Randgebieten von Wales niederzulassen, da sie hier nun keine Vertreibung durch die Römer zu befürchten hatten. Die irischen Kolonien in Gwynned und Dyfed begannen sich in der Folge immer weiter auszudehnen, auch die Überfälle irischer Piraten nahmen zu, sodass das Kastell schließlich von seinen letzten Bewohnern aufgegeben werden musste. Im Inneren von Wales setzte sich wieder das vorrömische Herrschaftssystem der etablierten Stammesgesellschaften durch. Nur in einigen Enklaven (Chester, Wroxeter, Glouchester, Caerlon) existierten rudimentäre Formen römischer Lebensweise und Kultur weiter.

## Kastell
Das Kastell hatte einen rechteckigen Grundriss mit abgerundeten Ecken und entsprach damit dem typischen Bauschema dieser Zeit (Spielkartenform). Die Befestigung maß 155 × 126 m im Quadrat, bedeckte eine Fläche von etwa zwei Hektar und bot Platz für eine Garnison von ca. 1000 Mann. Die Hauptachse des Kastells war nach Südwesten ausgerichtet, vielleicht wegen des nahegelegenen Dinas Dinlle, ein an der Küste gelegenes Hillfort der Ordovicen, direkt am Endpunkt der Menaistraße.
Im Laufe seiner Existenz durchlief das Kastell zwei Bauphasen. Die Befestigungsanlagen bestanden anfangs aus einem 5,4 m breiten Lehmwall, einer 0,9 bis 2,1 m breiten Berme und zwei fünf Meter tiefen und 4,5 m breiten Wehrgräben. Das flavische Holz-Erde-Lager brannte gegen Ende der Regierungszeit Trajans vollständig nieder und wurde danach aufgegeben. Unter Hadrian wurde es in Stein komplett neu aufgebaut. Die beiden Spitzgräben wurden an den Toren anfänglich von einem Dammweg überspannt, später wurde einer der Gräben eingeebnet und einer der Dammwege durch eine kleine Holzbrücke ersetzt, von der noch Spuren gefunden werden konnten. Die Mauern waren von vier Toren durchbrochen, die jeweils von zwei quadratischen, innen angesetzten Türmen flankiert wurden. Nordost- und Südwesttor besaßen zwei Durchfahrten, das Südtor hingegen nur eine. Die Kastellecken waren zusätzlich mit je einem im Inneren an die Mauer angesetzten, trapezförmigen Eckturm verstärkt, Reste von dazwischenliegenden Türmen konnten nicht beobachtet werden.
Bei den Untersuchungen außerhalb des Nordost-Tores (porta decumana) im Jahr 1971 wurde festgestellt, dass die Straße (via decumana), die durch dieses Tor führte, von flavischer Zeit bis um 330 fast unverändert bestehen blieb. Die Gebäude in Segontium waren zuerst mit Ziegeldächern gedeckt, die Ziegel wurden später hauptsächlich durch Schieferplatten ersetzt. Im 4. Jahrhundert waren teilweise auch die Böden in den Innenräumen mit Schieferplatten gepflastert.

## Innenbauten
Bei der Ausgrabung der Principia (Lagerkommandantur) im Zentrum des Kastellareals in den Jahren 1921 bis 1923 konnte Mortimer Wheeler insgesamt vier Bauphasen ausmachen, die sich über den Zeitraum des frühen 2. Jahrhunderts bis zum 4. Jahrhundert erstreckten. In dem fast vollständig erhaltenen Kellerraum unter dem Fahnenheiligtum (sacellum), in dem einst die Truppenkasse untergebracht war, wurden 114 Münzen aus der Periode von der mittleren Kaiserzeit bis zur Spätantike geborgen. Um 235 n. Chr. wurde offensichtlich der Kellerboden noch einmal ausgebessert.
In der praetentura des Kastells befindet sich nordwestlich der Principia ein repräsentatives Peristylhaus (25 × 35 m) aus späthadrianischer bzw. frühantoninischer Zeit mit eigenem Bad und einer Art Veranda, die im Westteil durch eine Mauer abgetrennt war. Im Süden konnte eine Lehmziegelmauer beobachtet werden. Die Hausmauern waren aus vermörtelten Bruchsteinen hochgezogen worden. Insgesamt konnten 13 Räume nachgewiesen werden. Bei diesem Gebäude handelt es sich entweder um die Unterkunft eines Beamten zur Überwachung des Bergwesens (procurator metallorum Augusti) oder die des Kastellkommandanten (praetorium).
Ein Gebäude mit zwei im Osten angeschlossenen Apsiden wurde als Lagerbad (Thermen) erkannt. Es handelt sich um ein Bad des Reihentypus, in den zwei südöstlichen Apsiden waren die Warm- und Heißwasserbecken untergebracht. Ein Abflusskanal konnte im Süden nachgewiesen werden, allerdings konnten keinerlei Anzeichen für eine Heizanlage ausgemacht werden. Man vermutet, dass das Bad nie fertiggestellt wurde. Durch Münzfunde im Bauschutt konnte seine Entstehungszeit in die Jahre zwischen 350 und 400 datiert werden.
Die untersuchten Mannschaftskasernen der Südost-Ecke stammen aus der Holz-Erde-Phase des Kastells (1. bis 2. Jahrhundert). Weitergehende Untersuchungen waren nicht möglich, da sie teilweise von drei neuzeitlichen Gebäuden überdeckt werden. Ab dem 3. Jahrhundert dürfte dieser Teil der Kastellfläche nicht mehr bebaut worden sein.

## Garnison
Nach den archäologischen Funden aus dem Inneren des Kastells zu schließen, lag hier eine Cohors equitata quingenaria, eine 500 Mann starke, aus Reitern und Infanteristen bestehende Hilfstruppenkohorte, wie sie auch in den benachbarten Lagern von Canovium (Caerhun), Coelbren und Collen lagen.
Folgende Besatzungseinheiten sind für Segontium bekannt:
| Zeitstellung                  | Truppenname                                              | Bemerkung |
| ----------------------------- | -------------------------------------------------------- | --- |
| 2. bis 3. Jahrhundert n. Chr. | Cohors Prima Sunicorum („die erste Kohorte der Sunuker“) | Die Anwesenheit dieser – vermutlich ab 120 n. Chr. im Lager stationierten – Kohorte ist durch die Bauinschrift eines Aquäduktes aus der Zeit des Septimius Severus (188–209 n. Chr.) belegt. Die Einheit rekrutierte sich anfangs wohl aus Männern des Stammes der Sunici (oder Sunuci), die in der Provinz Gallia Belgica an beiden Ufern des Rheins siedelte. Der Stamm wird von Gaius Iulius Caesar und von Tacitus in seinen Historien erwähnt. Möglicherweise wurde die Einheit 69 n. Chr. im Zuge der Rebellion des Iulius Civilis aufgestellt. Die Inschrift wurde zu Ehren des Septimius Severus und seiner Söhne Caracalla und Geta gesetzt. Der Name Getas wurde später eradiert, da er nach seiner Ermordung im Auftrag Caracallas der Damnatio memoriae (Nichtgedenken) verfiel. |
| 4. Jahrhundert ?              | Seguntienses („die Männer aus Segontium“)                | Diese Truppe ist nur aus einem Eintrag in der Notitia dignitatum bekannt. Sie scheint in der Truppenliste des Comes Illyrici auf, und war möglicherweise ursprünglich im Kastell stationiert. Die Seguntienses zählten wohl noch zu den Pseudocomitatenses, als sie aus Britannien abgezogen wurden, der niedrigste Palatina-Status. Als Zeitschiene für die Zusammenstellung der Armee des Comes Illyricum scheint am besten das Todesjahr Stilichos, 408, zu passen. |

## Vicus, Kultstätten und Gräberfeld
Außerhalb des Kastells konnten auch die Überreste einer Zivilsiedlung (vicus), ein Tempel und ein Mithrasheiligtum entdeckt werden. Zusätzlich kam auch ein antikes Gräberfeld ans Tageslicht. In Britannien sind insgesamt fünf Kultstätten bekannt, die dem persischen Lichtgott Mithras geweiht waren; drei standen am Hadrianswall, wo auch von Soldaten gestiftete Altäre gefunden wurden, eines in London (für Zivilisten) und das in Caernarfon. Diese Tempel waren für gewöhnlich langgestreckte und relativ niedrige Gebäude, die jene Höhle darstellen sollten, in der Mithras den Stier, der für die Anhänger dieses Kultes als Sinnbild des Bösen galt, geschlachtet haben soll. Das Mithräum stand östlich des Kastells, etwa 46 Meter von der Menai Strait entfernt und wurde 1959 untersucht. Es hatte einen langrechteckigen Grundriss und maß 8,5 × 6,4 Meter. Im Inneren des Kultraumes stieß man an beiden Seiten auf niedrige Bänke. Das Mithrasrelief stand am nordöstlichen Ende. Der Tempel wurde um das Jahr 200 erbaut und im frühen vierten Jahrhundert zerstört.
Weiters konnte ein Weihealtar für Minerva des Aurelius Sabinus geborgen werden, auf dem folgende Inschrift eingemeißelt war:
Deae / Min(e)rvae / A(u)r(elius) Sabini/anus act(arius) / v(otum) s(olvit) l(ibens) m(erito)
„Für die Göttin Minerva hat der Proviantverwalter Aurelius Sabinus sein Gelübde mit Freude und Ehrerbietung erfüllt.“
Der Stein wurde im SO-Teil des Kastellareals gefunden und war vielleicht einst entweder im Lagerbad aus dem 3. Jahrhundert (?) oder in der Kommandantur aufgestellt.

## Außenposten
Ca. 150 m westlich des Kastells konnte im Stadtteil Hen Waliau (= alte Mauer) ein spätantikes Kleinkastell aus dem 3. Jahrhundert nachgewiesen werden. Sein Areal ist heute von einer stark befahrenen Straße, einer Tankstelle und sieben Wohnhäusern aus dem 19. Jahrhundert überbaut. Die Ausgrabungen von 1952 bis 1985 zeigten, dass der Ort seit dem 2. Jahrhundert n. Chr. besiedelt war. Das Gelände fällt hier leicht zum Seiont ab, die Ostmauer verläuft entlang eines Geländekamms, die Westseite liegt direkt am Flussufer. Von diesem erhöhten Standort aus hatte die Besatzung einen guten Überblick auf die Flussmündung und den vicus von Segontium. Sichtbare Mauerreste blieben nur östlich der Straße und hinter zwei Häusern erhalten. Es diente höchstwahrscheinlich als befestigtes Vorratsdepot für das Auxiliarkastell. Andere hingegen interpretieren die Befestigung aufgrund ihrer Höhenlage als Wachtposten für den Hafen oder auch als Standort für Schleudergeschütze wie ballistae oder onagri.
Die Wehrmauer maß ursprünglich 72 m (NNW) × 52 m (SSO), die umwehrte Fläche betrug 0,37 ha. Der Westwall konnte komplett, der Nord- und Südwall jedoch nur mehr auf 37 m bzw. 55 m verfolgt werden. Die Mauerstärke betrug 1,6 m, stellenweise war sie noch bis zu einer Höhe von 3,6 bzw. 4,5 m erhalten. Nur ein Tor konnte auf der Südseite – wo der Wall teilweise noch gut erhalten ist – nachgewiesen werden. Spuren eines Grabens oder Türme konnten nicht festgestellt werden. In der massiv gebauten Umwehrungsmauer waren noch Gerüstlöcherreihen zu erkennen und die für die Spätantike typische Bänder zur Verfestigung der äußeren Verschalungen aus flachen Steinen und Ziegel eingebaut (siehe hierzu auch Kastelle der Sachsenküste). Vergleichbare Befestigungsanlagen fanden sich auch in Cardiff und Holyhead, sie stammen vermutlich aus der Regierungszeit des Valentinian, um 365 n. Chr.

## Hinweis
Die Überreste der meisten Kastellgebäude konnten erhalten und konserviert werden. Das Grabungsareal wurde zu einem Schaugelände mit angeschlossenen Besucherzentrum, in dem auch Funde aus den Grabungen ausgestellt werden, umgestaltet. Das Museum bewahrt hauptsächlich das Fundspektrum aus der in den 1920er Jahren von Mortimer Wheeler durchgeführten Ausgrabung. Die signifikantesten Funde bestehen aus einem Gladius, eine um 1820 aufgefundene vergoldete Zwiebelknopffibel aus dem späten 4. Jahrhundert n. Chr., eine große Anzahl an Keramik, Münzen und lederne Gebrauchsgegenstände wie z. B. Schuhe und der Rest einer Zeltplane. Weiters wird eine Figurine eines römischen Auxiliarsoldaten ausgestellt, die von einem Pionier der experimentellen Archäologie und Waffenschmied (Plattner) des Tower of London, H. Russell Robinson, ausgestattet wurde. Der vom Cadw (Welsh Assembly Government’s historic environment service) betreute archäologische Park und dessen Museum befinden sich direkt an der Beddgelert-Road (A4085), der südöstlichen Ausfallstraße von Caernarfon, nicht weit vom Stadtzentrum entfernt.